# Alfa Romeo GT
El Alfa Romeo GT (acrónimo de Gran Turismo) es un automóvil de tamaño mediano producido por el fabricante de automóviles italiano Alfa Romeo desde 2003 hasta 2010. Fue presentado en marzo de 2003 en el Salón del Automóvil de Ginebra, mientras que las ventas iniciaron a finales de ese mismo año.

## Diseño

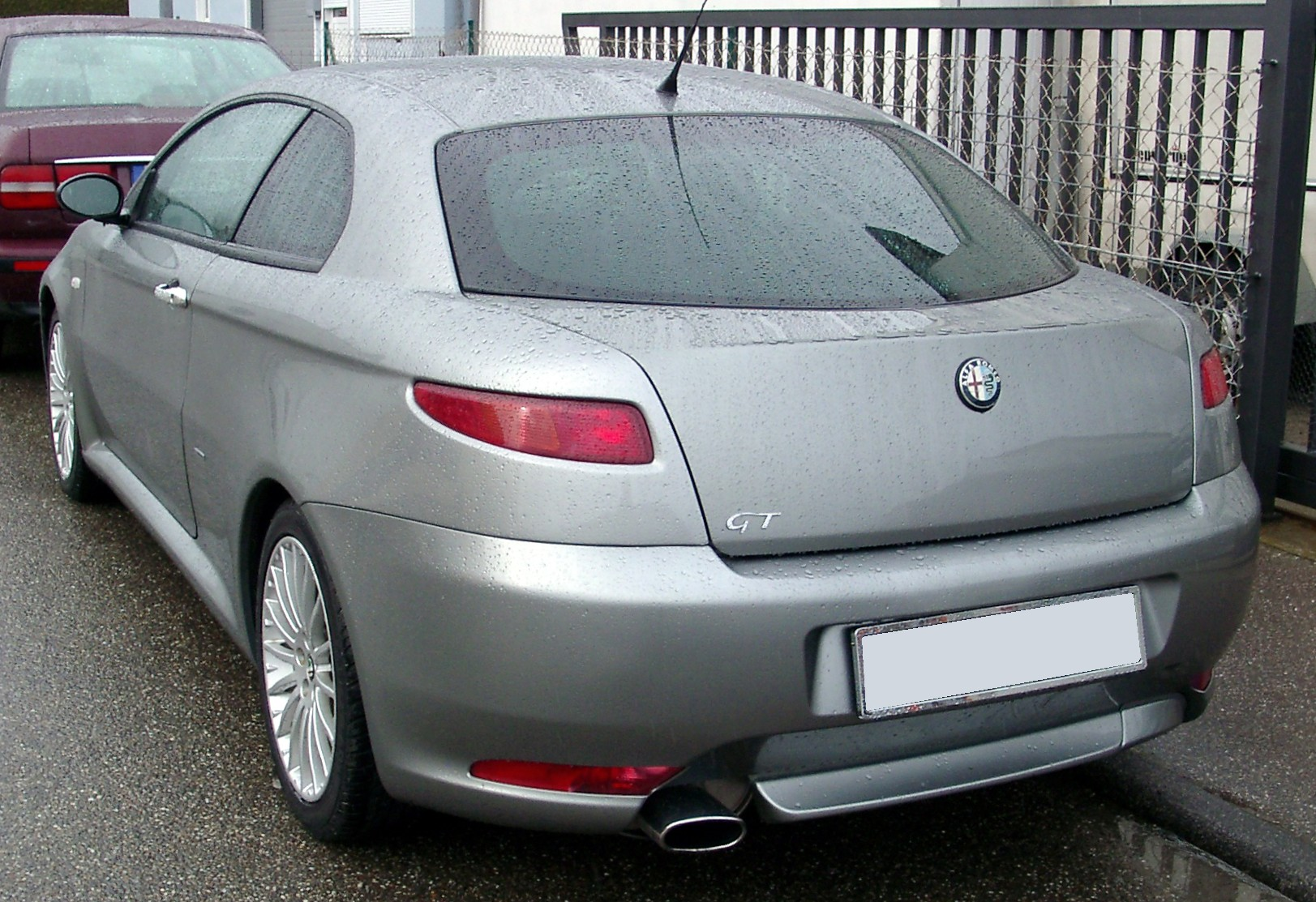
Vista trasera

Llamado inicialmente como tipo 937, se basa en la plataforma Tipo 2 rev. 3. El diseño de su carrocería cupé es obra del Centro de Estilo Bertone, que tiene una larga historia de colaboración con Alfa Romeo, la más notable siendo la serie de prototipos BAT de la década de 1950. El interior se basa en gran medida en el 147 y utiliza muchas de sus partes. El GT utiliza el mismo tipo de diseño y funciones, así como la de tener un sistema eléctrico muy similar. A diferencia de la mayoría de los deportivos, el GT está homologado para cinco pasajeros. El GT ha sido ampliamente aclamado por su diseño atractivo y buena apariencia. La forma general de este cupé se asemeja a la del Sprint de la década de 1980, pero con claras señales de diseño tomadas de los más modernos productos de Alfa Romeo.
El diseño del frontal, especialmente en los grupos ópticos y el panel de instrumentos recuerda al 147, mientras que la parte trasera adoptó una solución inédita para un cupé con el portón trasero, que permite una cajuela de dimensiones realmente notables, tomando en cuenta la categoría del coche. También hereda el esquema de suspensión, con doble horquilla en el eje delantero y tipo McPherson en el trasero, así como los motores.
En 2006 ganó el certamen de Coche más Bello del Mundo organizado por la revista Automobilia y ese año se celebraba la duodécima edición. Los diferentes modelos que optaban al premio en las distintas categorías se exponían en la sala de armas del Castillo Sforzesco de Milán, donde un jurado internacional formado por críticos de arte, arquitectos y artistas fallaron los diferentes premios. El Alfa GT fue elegido el «Coche más Bello del Mundo» en la categoría de cupé y cupé-cabrio. La argumentación: Vivo ejemplo de la más pura línea italiana de cupés deportivos que, además, une el placer de la conducción con unas formas muy seductoras y atrayentes. Por otro lado, el mismo año el Alfa GT se alzó con el Trofeo al Diseño que otorga la prestigiosa revista francesa L’automobile Magazine. En esta ocasión fueron los lectores de la revista los que con sus votos decidieron el ganador. La elección estaba entre el Alfa GT, el Mercedes-Benz CLS y el Citroën C4. El premio fue recogido en París por el responsable del Centro Stile Alfa Romeo, Wolfgang Egger y por Bertone.

## Mecánica

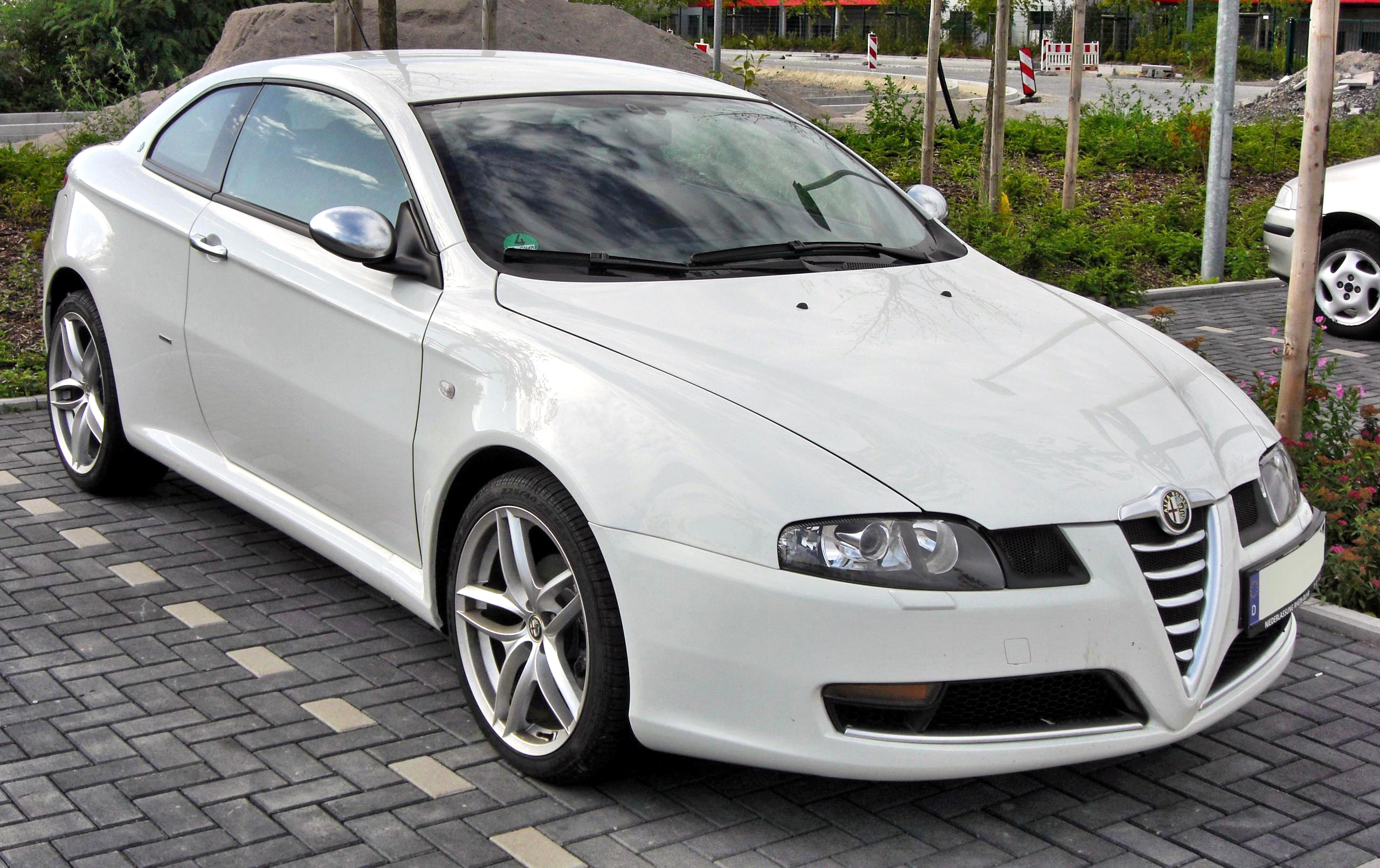
Fotografía tomada el 1 de agosto de 2009

La mayoría de sus componentes mecánicos fueron tomados directamente del 156, con alguna influencia del 147 en la configuración de doble brazo en la suspensión delantera. La gama de motores incluye un TS de 1.8 litros, un JTS de 2.0 litros, un V6 de 3.2 litros con 240 CV (237 HP; 177 kW) y un JTD de 1.9 litros con 150 CV (148 HP; 110 kW) o 170 CV (168 HP; 125 kW) en su última versión. Estaba disponible con transmisión manual de cinco o seis velocidades, o bien, una manual automatizada de cinco velocidades. Lleva de serie rines de aleación de 16 pulgadas (40,6 cm) o de 17 pulgadas (43,2 cm). Además, estaban disponibles otros de aleación de 18 pulgadas (45,7 cm). Calzando esta última opción, también se introduce par de dirección en los motores con mayor par, como el diésel de 1910 cm³ (1,9 L; 116,6 plg³) y el V6 de 3179 cm³ (3,2 L; 194 plg³).

### Sistema de frenado
En el sistema de frenado hay discos ventilados con un diámetro de hasta 284 mm (11,2 pulgadas) en el eje delantero y de 276 mm (10,9 pulgadas) en el trasero. La versión más potente de 3179 cm³ (3,2 L; 194 plg³) tiene discos ventilados de 330 mm (13,0 pulgadas) en la parte delantera. Venía de serie con ABS, reparto electrónico de frenada y frenos hidráulicos asistidos.

### Especificaciones
| Modelo        | Motor                | Combustible                     | Cilindrada                   | Diámetro x carrera             | Potencia máxima                    | Par máximo                      | Relación de compresión | Consumo combinado                    | Peso en vacío         |
| ------------- | -------------------- | ------------------------------- | ---------------------------- | ------------------------------ | ---------------------------------- | ------------------------------- | ---------------------- | ------------------------------------ | --------------------- |
| 1.8 TS        | 4 cilindros en línea | Gasolina, naturalmente aspirado | 1747 cm³ (1,7 L; 106,6 plg³) | 82 x 82,7 mm (3,23 x 3,26 plg) | 140 CV (138 HP; 103 kW) @ 6500 rpm | 163 N·m (120 lb·pie) @ 3900 rpm | 10.3:1                 | 8,5 L/100 km (11,8 km/L; 27,7 mpgAm) | 1290 kg (2844 libras) |
| 2.0 JTS       | 4 cilindros en línea | Gasolina, naturalmente aspirado | 1970 cm³ (2 L; 120,2 plg³)   | 83 x 91 mm (3,27 x 3,58 plg)   | 165 CV (163 HP; 121 kW) @ 6400 rpm | 206 N·m (152 lb·pie) @ 3250 rpm | 11.3:1                 | 8,7 L/100 km (11,5 km/L; 27,0 mpgAm) | 1320 kg (2910 libras) |
| 3.2 V6        | V6                   | Gasolina, naturalmente aspirado | 3179 cm³ (3,2 L; 194 plg³)   | 93 x 78 mm (3,66 x 3,07 plg)   | 240 CV (237 HP; 177 kW) @ 6200 rpm | 300 N·m (221 lb·pie) @ 4800 rpm | 10.0:1                 | 12,4 L/100 km (8,1 km/L; 19,0 mpgAm) | 1485 kg (3274 libras) |
| 1.9 JTD M-jet | 4 cilindros en línea | Turbodiésel                     | 1910 cm³ (1,9 L; 116,6 plg³) | 82 x 90,4 mm (3,23 x 3,56 plg) | 150 CV (148 HP; 110 kW) @ 4000 rpm | 305 N·m (225 lb·pie) @ 2000 rpm | 18.0:1                 | 6,7 L/100 km (14,9 km/L; 35,1 mpgAm) | 1365 kg (3009 libras) |
| 1.9 JTDm Q2   | 4 cilindros en línea | Turbodiésel                     | 1910 cm³ (1,9 L; 116,6 plg³) | 82 x 90,4 mm (3,23 x 3,56 plg) | 170 CV (168 HP; 125 kW) @ 3750 rpm | 330 N·m (243 lb·pie) @ 2000 rpm | 17.5:1                 | 6,2 L/100 km (16,1 km/L; 37,9 mpgAm) | 1365 kg (3009 libras) |

## GT Blackline
En 2007 fue presentada una versión limitada del Alfa Romeo GT para el mercado inglés, denominada "Blackline", que está equipada con rines deportivos de 18 pulgadas (45,7 cm), espejos retrovisores cromados, parilla frontal en color mate, pedales y pomo de cambios en aluminio y tapicería negra con costuras rojas. El motor de esta versión es un JTDm de 1910 cm³ (1,9 L; 116,6 plg³) con 170 CV (168 HP; 125 kW) de potencia máxima, con el que es capaz de acelerar de 0 a 100 km/h (0 a 62 mph) en 8.2 segundos y alcanzar los 216 km/h (134 mph) de velocidad máxima.

## Concepto Cabriolet

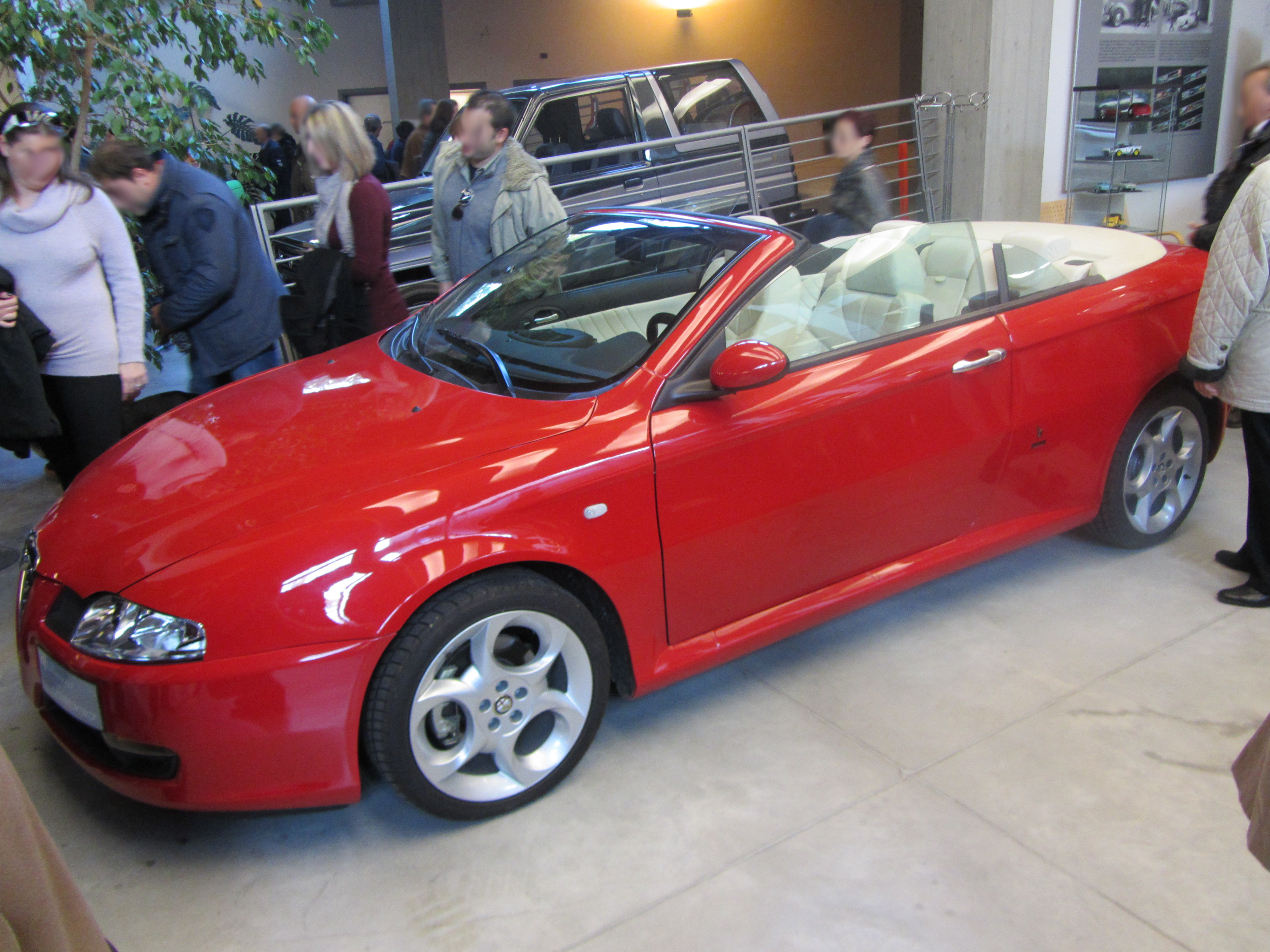
GT cabrio concept en el Museo Bertone

En el año 2003, Bertone hizo un concepto Cabriolet que se mantuvo oculto en sus instalaciones de Grugliasco, hasta que se hizo público el 6 de abril de 2011. El coche era la versión descubierta de cuatro asientos (2+2) del GT cupé, que Bertone esperaba conseguir construir en su propia planta. Al final esta versión fue desechada y la siguiente generación cabrio de Alfa Romeo fue construida por Pininfarina utilizando como base el Brera.